# Walter Phillimore
Walter George Frank Phillimore, 1er baron Phillimore (21 novembre 1845 - 13 mars 1929), est un avocat et juge britannique.

## Biographie
Phillimore est le fils de Robert Phillimore, 1er baronnet, et de Charlotte Phillimore (née Denison). Sa mère est la sœur d'Evelyn Denison, 1er vicomte Ossington et d'Edward Denison.
Il fait ses études à la Westminster School et à Christ Church d'Oxford, où il est étudiant. À Oxford, il obtient une première en lettres classiques, en droit et en histoire moderne, est secrétaire et trésorier de l'Oxford Union et reçoit la bourse Vinerian. Il est également élu membre du All Souls College d'Oxford. Il est admis au barreau par le Middle Temple en 1868 et rejoint le Western Circuit.
Phillimore est un éminent avocat ecclésiastique et exerce principalement devant les tribunaux ecclésiastiques et d'amirauté, comparaissant rarement devant les tribunaux de Common law. Il est impliqué dans de nombreuses affaires ecclésiastiques célèbres, souvent liées à des controverses rituelles. Il donne également son avis dans l'affaire de 1884 du Home Office Baby.
En 1872, il est nommé chancelier du diocèse de Lincoln. En 1883, il reçoit un brevet de préséance (le dernier jamais accordé) lui accordant les mêmes privilèges qu'un conseiller de la reine, bien qu'il n'ait jamais été nommé QC. En 1885, à la mort de son père, il lui succède comme baronnet.
Il est juge à la Haute Cour de justice de 1897 à 1913 et Lord Justice of Appeal de 1913 à 1916. En 1902, il représente le Royaume-Uni à une réunion d'un Comité maritime international à Hambourg, qui débat d'un projet de traité relatif à une loi uniforme concernant les abordages et le sauvetage maritime.
En 1913, il est admis au Conseil privé et le 2 juillet 1918, il est élevé à la pairie en tant que baron Phillimore, de Shiplake dans le comté d'Oxford.
En 1918, il préside le Comité Phillimore, nommé par le gouvernement britannique pour faire rapport sur les propositions de Société des Nations. Le comité est créé en janvier 1918 après avoir été suggéré à Arthur Balfour par Robert Cecil.
Lord Phillimore meurt à Londres en mars 1929, à l'âge de 83 ans, et est remplacé dans ses titres par son fils Godfrey.